# Afrodascalia mithras
Afrodascalia mithras är en insektsart som beskrevs av Ronald Gordon Fennah 1957. Afrodascalia mithras ingår i släktet Afrodascalia och familjen Flatidae. Inga underarter finns listade i Catalogue of Life.